# Ciencisko
Ciencisko is een dorp in de Poolse woiwodschap Koejavië-Pommeren. De plaats maakt deel uit van de gemeente Strzelno en telt 250 inwoners.